# Єровоам I
Єровоам I (івр. יָרָבְעָם, «народ множиться») — син Навата, ізраїльський цар, що правив 22 роки (3Цар 14:20) і за різними оцінками з 922 по 901 р. до н. е., чи 931 по 919 р. до н. е..

## ПісляСоломона
Ровоам, син Соломона був його законним спадкоємцем, однак накликав на себе гнів народу, відмовившись знизити податки, сталі при батькові. Народ, зібравшись в Сихемі (Шхем), повстав і відокремився від Ровоама. На боці царя залишилося тільки коліно Юди і половина коліна Веніаміна, в той час як десять північних колін заснували нове Ізраїльське царство і обрали собі царем Єровоама I. Ровоам намагався відвоювати десять колін, але пророк Шемая попередив його про безнадійність цих планів. Згідно з текстом Біблії, це відокремлення було покаранням за гріхи Соломона, батька Ровоама. У всі часи царювання Ровоама між ним і Єровоамом I йшла війна.

## Ізраїльський цар
У молоді роки Єровоам I перебував на службі у Соломона, як наглядач над робітниками з Єфремового коліна. Тут він довідався про тягарі, які повинен був винести народ для виконання великих будівельних проектів царя, чув нарікання, бачив придворні смути і моральну розбещеність царських дружин. Пророк Ахія передбачив, що за Давидом залишаться тільки два коліна, а Єровоам буде царем десяти північних колін, якщо проявить послух волі Бога і буде слідувати заповідям (1Цар 11:29-39). Коли звістка про це дійшла до Соломона, Єровоам втік до Єгипту, де користувався заступництвом фараона Шешонка і залишався там до самої смерті Соломона. Коліна які відокремилися потім закликали Єровоама вести від їх імені переговори з сином Соломона Ровоамом в Сихемі, після зриву яких Єровоам став першим царем окремого Ізраїльського царства. Єровоам зміцнив кордони свого царства, побудував кілька нових міст і багато зробив для свого народу. З побоювання перед можливим об'єднанням єврейського народу під владою царя Юдейського царства Ровоама, він всіляко прагнув до відчуження свого народу від Єрусалима, з його Храмом. Апогеєм його політики стала релігійна реформа. На кордоні з Юдейським царством в Бет-Елі й на півночі Ізраїльського царства в Дані були встановлені ідоли золотих тельців, причому він сам здійснював їм жертвопринесення. Єровоам також переніс Суккот з 15 тішрі, на 15-й день наступного місяця.
Наступником Єровоама І стає його син Надав.